# Hedvigsdals gård

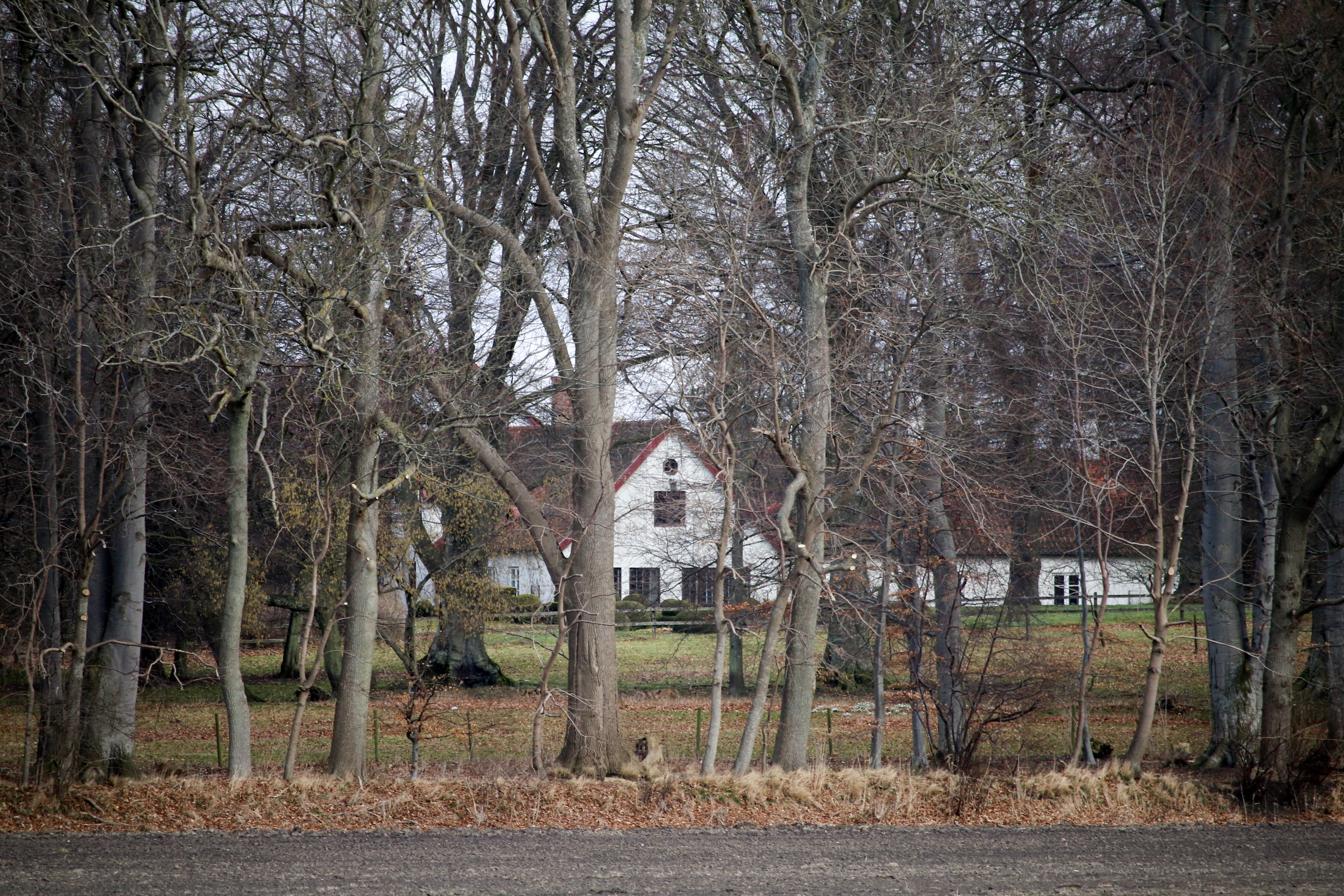
Hedvigsdals gård

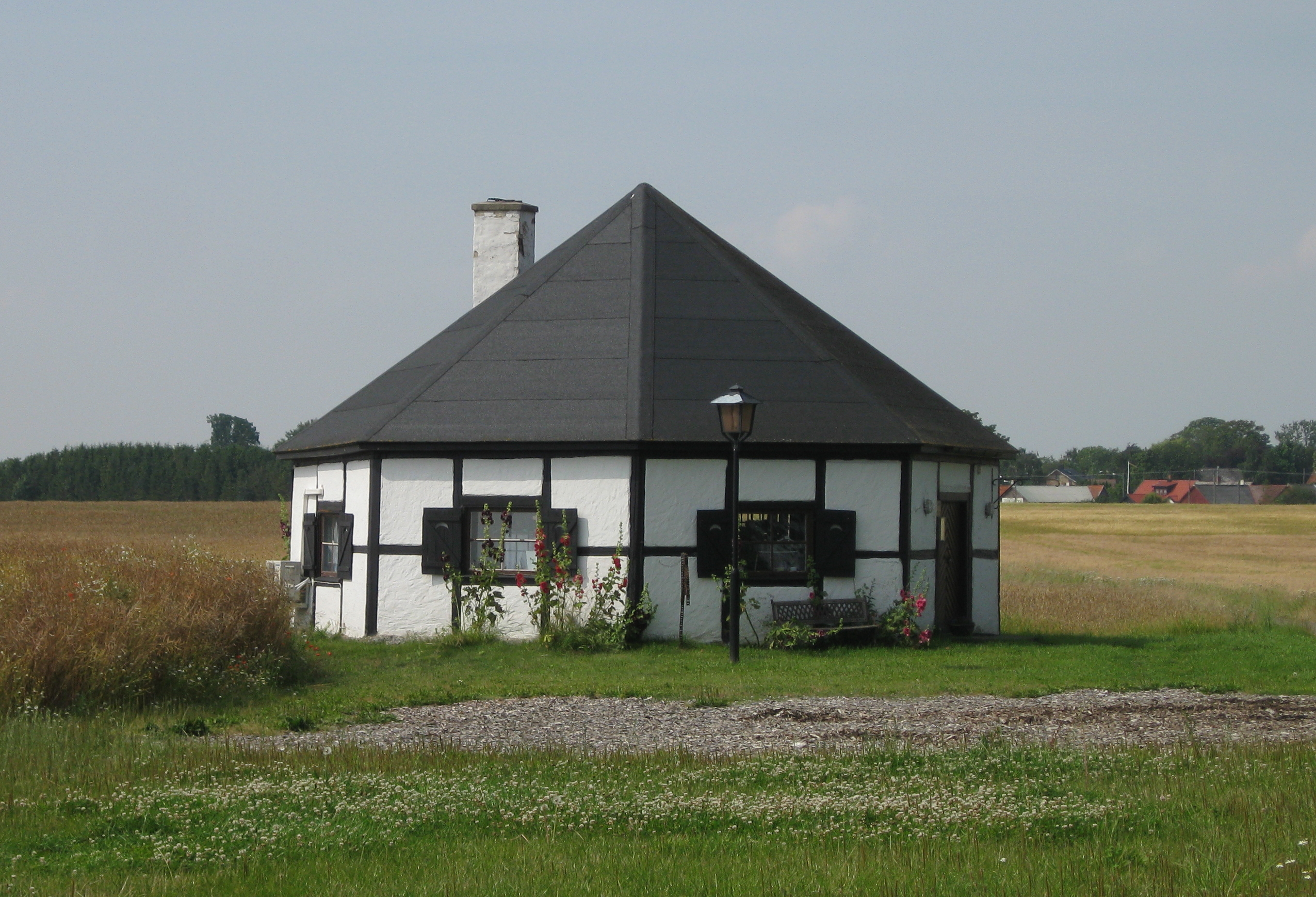
Fyrkappa

Hedvigsdals gård är en herrgård i Valleberga socken i Ystads kommun.
Gården Hedvigsdal, som förr tillhörde Tosterups gods, omges av öppen odlingsmark. De äldre byggnaderna, däribland huvudbyggnaden, härrör från 1800-talets förra hälft. Flera äldre byggnader, så kallade fyrkappor, ligger vid vägen mot Ingelstorp. 